# Thelypteridaceae
Thelypteridaceae, biljna porodica papratnjača u redu osladolike (Polypodiales) koja ime dobiva po rodu telipteris (Thelypteris). Porodica se sastoji od 40 rodova unutar dvije potporodice.

## Potporodice i rodovi
1. Familia Thelypteridaceae Ching ex Pic. Serm. (1181 spp.)
  1. Subfamilia Phegopteridoideae Salino, A. R. Sm. & T. E. Almeida
    1. Macrothelypteris (H. Itô) Ching (9 spp.)
    2. Phegopteris (C. Presl) Fée (7 spp.)
    3. Pseudophegopteris Ching (26 spp.)

  2. Subfamilia Thelypteridoideae C. F. Reed
    1. Thelypteris Schmidel (2 spp.)
    2. Coryphopteris Holttum (70 spp.)
    3. Metathelypteris (H. Itô) Ching (17 spp.)
    4. Amauropelta Kunze (236 spp.)
    5. Oreopteris Holub (3 spp.)
    6. Steiropteris (C. Chr.) Pic. Serm. (28 spp.)
    7. Hoiokula S.E. Fawc. & A.R. Sm. (2 spp.)
    8. Cyclogramma Tagawa (9 spp.)
    9. Stegnogramma Blume (7 spp.)
    10. Leptogramma J. Sm. (29 spp.)
    11. Ampelopteris Kunze (1 sp.)
    12. Cyclosorus Link (3 spp.)
    13. Mesophlebion Holttum (17 spp.)
    14. Meniscium Schreb. (25 spp.)
    15. Goniopteris C. Presl (137 spp.)
    16. Pakau S.E. Fawc. & A.R. Sm. (1 sp.)
    17. Menisorus Alston (6 spp.)
    18. Pelazoneuron (Holttum) A.R. Sm. & S.E. Fawc. (19 spp.)
    19. Glaphyropteridopsis Ching (11 spp.)
    20. Mesopteris Ching (6 spp.)
    21. Grypothrix (Holttum) S.E. Fawc. & A.R. Sm. (13 spp.)
    22. ×Chrinephrium Nakaike (0 sp.)
    23. Menisciopsis (Holttum) S.E. Fawc. & A.R. Sm. (7 spp.)
    24. Chingia Holttum (25 spp.)
    25. Plesioneuron (Holttum) Holttum (60 spp.)
    26. Strophocaulon S.E. Fawc. & A.R. Sm. (2 spp.)
    27. Amblovenatum J. P. Roux (7 spp.)
    28. Abacopteris Fée (14 spp.)
    29. ×Chrismatopteris Quansah & D. S. Edwards (0 sp.)
    30. Trigonospora Holttum (7 spp.)
    31. Pseudocyclosorus Ching (13 spp.)
    32. ×Glaphypseudosorus Hong M.Liu, Schuettp. & H.Schneid. (0 sp.)
    33. Christella Lév. (70 spp.)
    34. Pronephrium C. Presl (40 spp.)
    35. Reholttumia S.E. Fawc. & A.R. Sm. (28 spp.)
    36. Pneumatopteris Nakai (32 spp.)
    37. Sphaerostephanos J. Sm. (192 spp.)

## Vanjske poveznice
- Britannica
- The Plant List
- A. R. Smith, Thelypteridaceae
- New combinations in Neotropical Thelypteridaceae